# Pedro Mendes Tomás
Pedro Mendes Tomás (?, Belém - ?) foi um militar e administrador colonial português.
Ocupou diversos cargos administrativos no Maranhão, entre 1673 e 1705 ocupou postos como soldado, alferes e capitão de artilharia. Foi governador do Grão-Pará de 1707 a 1710 e junto com José Velho de Azevedo de 1723 a 1728.